# Нарушение численного состава
Нарушение численного состава — разновидность нарушения правил в игровых видах спорта, когда одна из команд выпускает на поле больше игроков, чем разрешено правилами в текущих условиях. В зависимости от вида спорта наказание бывает разным.

## Хоккей с шайбой
Согласно Официальной книге правил ИИХФ и созданным на её основе Правилам игры в хоккей КХЛ, под нарушением численного состава подразумевается ситуация, когда в любое время в процессе матча команда имеет на льду больше хоккеистов, чем ей полагается в данный момент по правилам (Правило 573). Иначе говоря, в обычной ситуации на льду оказывается не пять, а шесть полевых игроков при остающемся в воротах вратаре, либо же команда при игре в меньшинстве выпускает лишнего полевого игрока вместо удалённого игрока, делая это ещё до истечения срока удаления. Обычно это происходит при неправильном выполнении смены составов, хотя замена может быть и умышленно неправильной.
В случае обычного нарушения численного состава один из игроков, выбранный тренером нарушившей правила команды, удаляется на две минуты. Если же нарушение численного состава произошло в последние две минуты третьего периода или в овертайме, то противник нарушившей правила команды получает право на исполнение буллита. Наказание не назначается, если в вышедшего или уходящего игрока случайно попала шайба. В НХЛ для избежания наказания за нарушение численного состава участвующий в смене игрок должен быть не дальше 1,5 м от скамейки запасных.
За аналогичное нарушение правил наказывают и в лакроссе, отправляя «проштрафившегося» игрока на скамейку штрафников.

## Футбол
В футболе и мини-футболе строго регламентировано число игроков: 11 и 5 соответственно. Если же на поле оказывается больше игроков, чем полагается (то есть 12 при игре в равных составах либо же лишние игроки после удаления одного из игроков), то судья выбирает «лишнего» и наказывает его жёлтой карточкой. В мини-футболе возможна «летучая» замена игроков (то есть совершаемая по ходу игры), однако если игрок выходит на поле раньше сменяемого им футболиста, то он получает жёлтую карточку.

## Баскетбол
В профессиональном и студенческом баскетболе число игроков не может превышать пять в любой момент времени: команда за нарушение численного состава наказывается «техническим фолом». С марта 2009 года правила НБА позволяют судьям не признавать результативными действия команды, совершённые при нарушении ею численного состава, однако о нарушении правил обязана подавать команда — противник той, что нарушает численный состав.

## Австралийский футбол
В австралийском футболе судьи следят и за численностью состава команд. По просьбе капитана команды судья может проверить численность состава команд, и в случае, если игроков в одной команде на поле окажется больше дозволенного числа (больше 18), то её результат к данному моменту игрового времени аннулируется. С 2008 года на высшем уровне в Австралийской футбольной лиге помощники арбитра сообщают ему о том, как выполняется данное правило, однако в случае нарушения проштрафившаяся команда наказывается свободным ударом с центра поля и 50-метровым штрафным ударом, а счёт её не меняется.

## Бейсбол
На поле может находиться не более девяти игроков обороняющейся команды: питчер, кэтчер и семь полевых игроков. Если их окажется больше, то судья удалит лишнего игрока.

## Гридирон-футбол
В гридирон-футболе (американский футбол и канадский футбол) число игроков составляет 11 для США и 12 для Канады: в случае нарушения правил команда отбрасывается на 5 (в США) или на 10 ярдов (в Канаде). Таким образом в 2009 году был предопределён исход матча за Кубок Грея в Канадской футбольной лиге. Если во время игры на поле выбегают лишние игроки, то команда наказывается пенальти с отметки в 15 ярдов, а если команда сорвала попытку набора очков, то пострадавшей команде присуждаются эти самые очки.